# حسین‌آباد قلیدی
روستای قلیدی یک روستا در ایران است که در بخش مرکزی شهرستان سیرجان واقع شده‌است.
ابن روستا دارای جمعیت حدود 97 نفر است.